# Solza
Solza – miejscowość i gmina we Włoszech, w regionie Lombardia, w prowincji Bergamo.
Według danych na styczeń 2009 gminę zamieszkiwało 1957 osób przy gęstości zaludnienia 1631 os./1 km².